# Гончар, Олесь
Оле́сь Гонча́р (укр. Олесь Гончар, полное имя — Алекса́ндр Тере́нтьевич Гонча́р, фамилия при рождении — Биличе́нко (укр. Біличенко); 3 апреля 1918, Ломовка, Новомосковский уезд, Екатеринославская губерния — 14 июля 1995, Киев) — украинский советский писатель, публицист и общественный деятель.
Один из крупнейших представителей украинской художественной прозы второй половины XX века. Академик АН УССР (1978). Герой Социалистического Труда (1978). Герой Украины (2005 — посмертно). Лауреат Ленинской (1964), двух Сталинских премий второй степени (1948, 1949) и Государственной премии СССР (1982). Член ВКП(б) с 1946 года.

## Биография
Родился 3 апреля 1918 года в посёлке Ломовка — пригороде Екатеринослава (ныне часть города). Отец, Терентий Сидорович Биличенко (1890—1941), работал в местном колхозе, погиб во время Великой Отечественной войны от удара немецкой авиабомбы. Мать, Татьяна Гавриловна Биличенко (урождённая Гончар; 1893—1920), работала на заводе металлоизделий. После смерти супруги Терентий Сидорович женился во второй раз и забрал в новую семью дочь, а 2-летнего Александра взяли на воспитание в слободу Сухую Полтавской губернии (ныне село Сухое Полтавского района Полтавской области) дед и бабушка со стороны матери. С тех пор писатель всегда в качестве места своего рождения указывал именно Сухую. Уже в наше время вдова Олеся Гончара Валентина рассказала об этом, а также о настоящем месте рождения своего супруга. Как подтверждение, была найдена запись в метрической книге Покровской церкви Ломовки о том, что мальчик родился именно там.
Александр Биличенко в 1927 году при поступлении в школу был записан как Олесь Гончар (на девичью фамилию матери и, соответственно, фамилию деда и бабушки по материнской линии; имя Олесь появилось, потому что в классе уже был другой Александр, поэтому, чтобы как-то различать учеников, будущего писателя записали как Олесь). Также в сельском совете ему было выписано новое свидетельство о рождении, в котором местом рождения была указана Сухая.
С 1925 года Александр учился в Сухой, потом — в с. Хорошки. В 1933 году закончил семилетнюю школу в с. Бреусовка Козельщинского района. Уже в школе хорошо писал, после её окончания поступил на работу в редакцию Козельщинской районной газеты «Развёрнутым фронтом». В 1933−1937 годах учился в Харьковском техникуме журналистики имени Николая Островского, по окончании которого работал учителем в с. Мануйловка и в Харьковской областной газете «Ленинская смена».

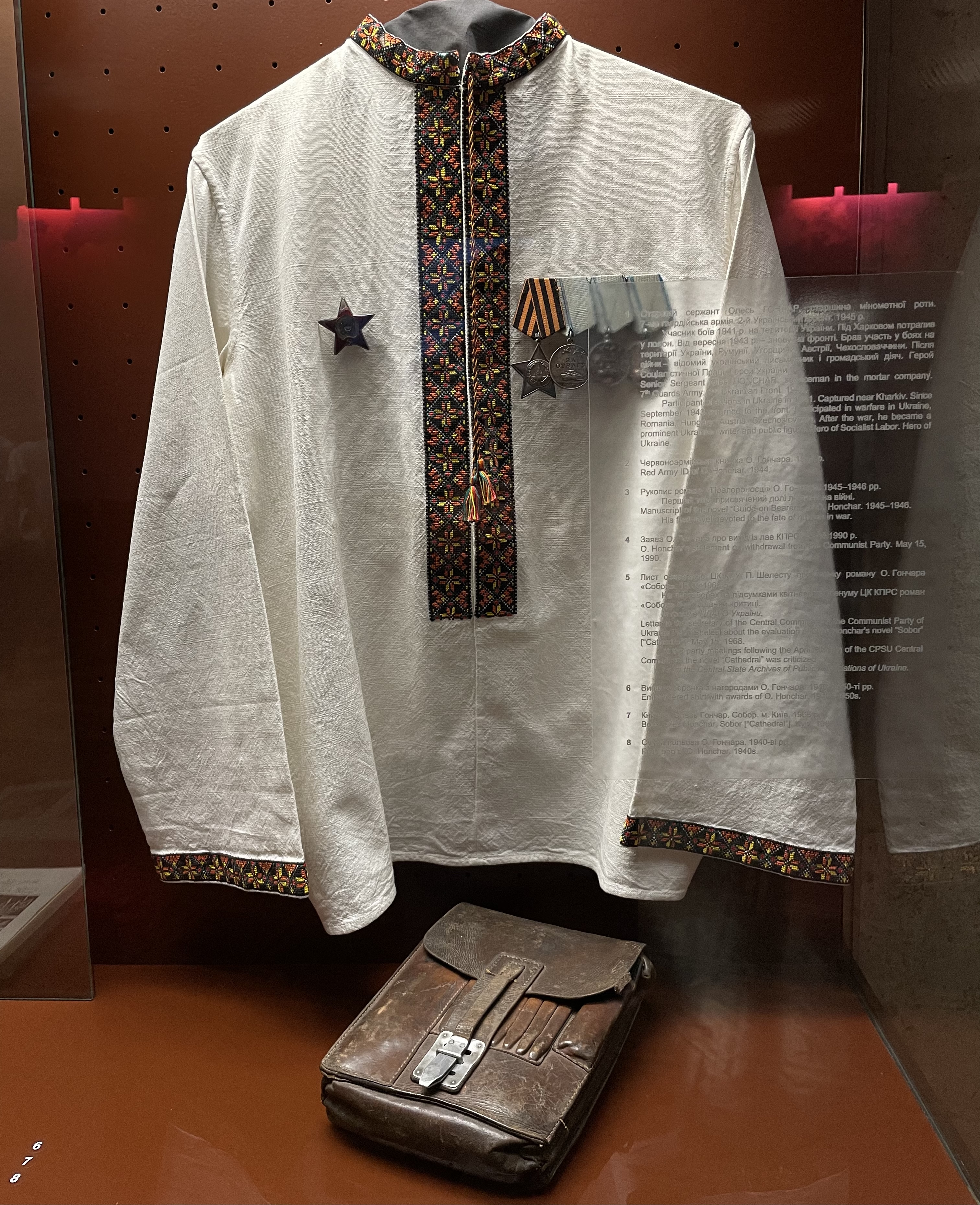
Вышитая рубашка с наградами и полевая сумка Олеся Гончара, 1940-е. Национальный музей истории Украины во Второй мировой войне, Киев

С 1937 года Гончар начал публиковать свои произведения (в основном короткие рассказы) в республиканских изданиях («Литературная газета», «Пионерия», «Комсомолец Украины», «Молодой большевик»). В 1938 году поступил на филологический факультет Харьковского университета. За время учёбы в университете (1938—1941) написаны новеллы «Иван Мостовой», «Черешни цветут», «Орленок», повесть «Стокозово поле».
В июне 1941 года после третьего курса университета Александр ушёл добровольцем на фронт в составе студенческого батальона. Летом 1942 года попал в плен, откуда бежал в 1943 году и продолжал воевать до Победы. Войну закончил старшим сержантом в должности старшины миномётной батареи. За боевые отличия был награждён орденами Красной Звезды, Славы 3-й степени, тремя медалями «За отвагу».
Военные условия не слишком благоприятствовали писательскому труду. Тем не менее Гончар пишет стихи (сборник «Фронтовые стихи», опубликован в 1985), делает заметки, послужившие основой его новелл 1940-х годов и романа «Знаменосцы».

### Путь к литературному признанию

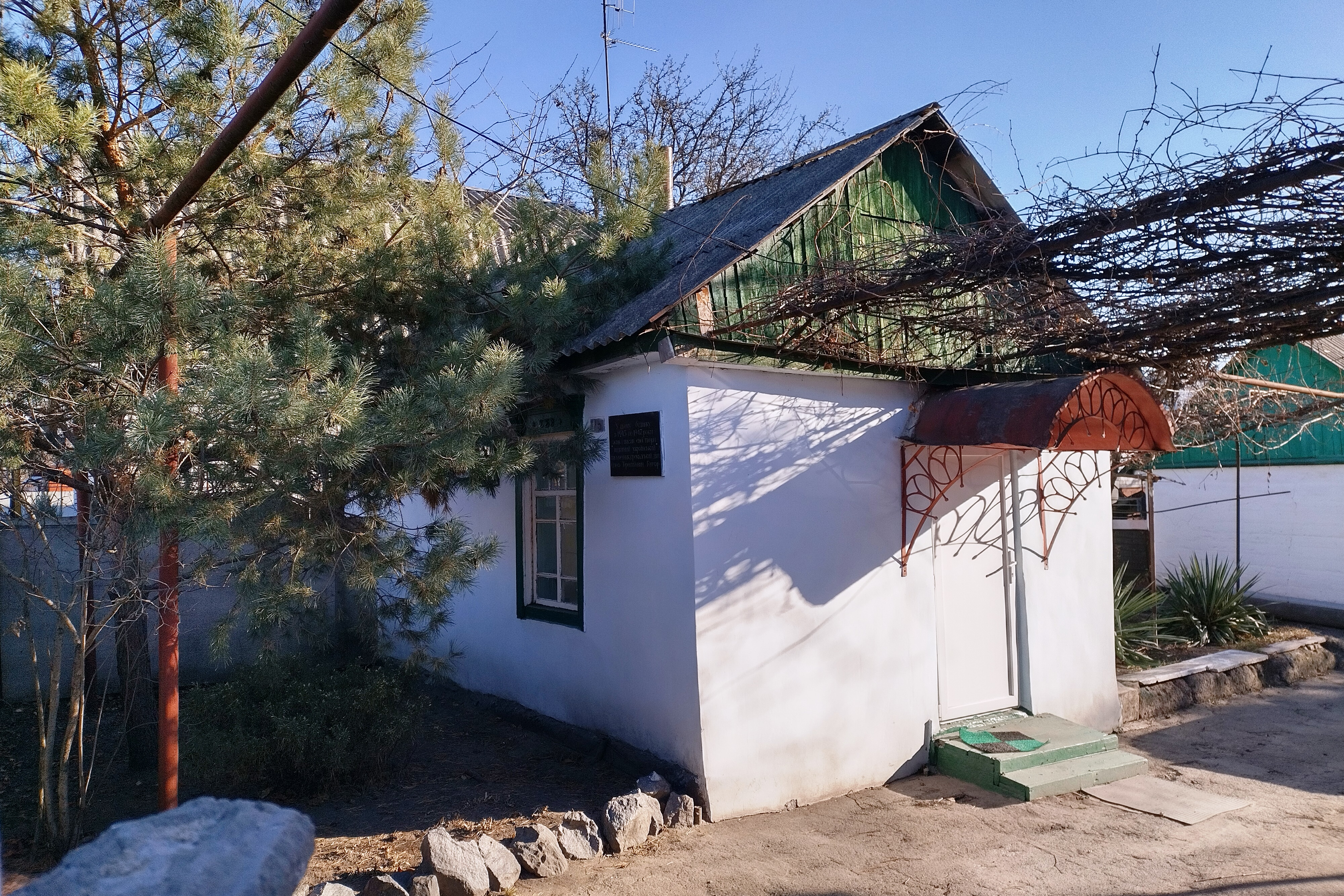
Дом на улице Клубной, 25 в посёлке Ломовка (ныне — часть Днепра), где Олесь Гончар после войны жил и писал первую часть романа «Знаменосцы» (1945—1947)

После демобилизации в 1945 году Гончар приезжает в Днепропетровск, где поселяется у старшей сестры — Александры Терентьевны Совы (1914—2015). Он завершает образование в Днепропетровском государственном университете (1946). Но главное — работает над первой частью романа «Знаменосцы» — «Альпы». Роман был замечен Юрием Яновским, в те годы главным редактором журнала «Отчизна», и напечатан в 1946 году. По приглашению Яновского Гончар переезжает в Киев, поступает в аспирантуру Института литературы имени Шевченко АН Украины. Яновский становится своеобразным наставником молодого писателя, который извлечёт много творческих уроков из общения с мастером. До конца своих дней Гончар с любовью вспоминал своего учителя («Голубые башни Яновского», 1975).
В 1947 году печатается повесть «Земля гудит» о подпольщиках Полтавщины и вторая книга романа «Знаменосцы» «Голубой Дунай». Роман, повествующий об освободительной миссии Советской Армии в Европе, был замечен официальными властями и критикой. Молодой писатель получил признание власти, критики и, главное, читателей.
В 1940—1950-е годы писатель продолжает развивать военную тему в своих многочисленных новеллах, рядом с ней начинает звучать и новая тема — мирная жизнь людей, моральные аспекты их взаимоотношений. Новеллы и повести этого направления («Никита Братусь», 1950; «Пусть горит огонёк», 1955) готовят будущие вершины творчества Гончара в 1960—1970-е годы. Историко-революционная дилогия Гончара «Таврия» (1952) и «Перекоп» (1957), посвящённая событиям гражданской войны на Юге Украины, остаётся наиболее слабым, анемичным произведением писателя. В эти годы начинается общественная и публицистическая деятельность Гончара. Он совершает заграничные поездки, итогами которых становятся книги очерков «Встречи с друзьями» (1950), «Китай вблизи» (1951).
В 1959 Гончар избирается председателем Союза писателей Украины, секретарём СП СССР.

### Вершины творчества
В 1960 году напечатан роман «Человек и оружие», открывающий новую страницу в творчестве Гончара. Романтико-философская направленность произведения, акцент на сокровенных вопросах жизни и смерти человека, проблемах неистребимости морального духа человека отличают этот роман, основанный на воспоминаниях писателя о студенческом добровольческом батальоне времён войны. Роман был удостоен Государственной премии УССР имени Т. Г. Шевченко (1962; в этом году премия присуждалась впервые). Вторая часть дилогии роман «Циклон» (1970) был написан после перерыва. Тема получает неожиданное продолжение — постаревший герой «Человека и оружия» стал кинорежиссёром и снимает фильм о войне. Переплетение реальности и постановочных сцен, современности и воспоминаний о прошлом, да и сама кинематографическая тематика заставляет вспомнить «Мастера корабля» Яновского.
Роман в новеллах «Тронка» (1963) — первое крупное произведение Гончара, посвящённое современной мирной жизни. Построенный в виде своеобразного «венка новелл», раскрывающих разные стороны жизни простых людей, жителей украинских степей, роман рисует целую панораму характеров, образов, ситуаций. В «Тронке» впервые в украинской литературе остро ставится проблема искоренения сталинизма, борьбы старого с новым. На волне хрущёвской оттепели роман был удостоен Ленинской премии (1964).
Печальная участь была уготована следующему произведению Гончара роману «Собор» (1968). По сравнению с «Тронкой» роман гораздо более близок к традиционному реализму с чётко выраженными положительными и отрицательными героями. Борьба за возрождение духовности, за историческую память народа как основу порядочности в отношениях между людьми находится в центре повествования. Прообразом собора в романе послужил Троицкий собор в Новомосковске Днепропетровской области. Первый секретарь Днепропетровского обкома КПСС Ватченко узнал себя в образе отрицательного героя бездуховного партийца-приспособленца, сдавшего своего отца в дом престарелых. Будучи другом Брежнева, Ватченко потребовал запрещения романа. Роман был напечатан только в журнале, уже напечатанный тираж книги был конфискован, перевод романа на русский язык был приостановлен. Несмотря на попытки защитить произведение (статьи Бажана и др.), оно было запрещено, и о нём перестали упоминать.

### Поздний период
В произведениях позднего периода Гончар продолжал поднимать морально-этические темы современности (роман «Твоя заря», 1980), тему романтики юношеских поисков (повесть «Бригантина», 1973).
Гончар занимался общественной деятельностью. В 1959—1971 годах — председатель правления Союза писателей Украины, в 1959—1986 секретарь СП СССР, председатель комитета по присуждению Государственной премии УССР имени Т. Г. Шевченко. В 1966 году выступил на V съезде писателей Украины с докладом «Думать о великом». Подписал Письмо группы советских писателей в редакцию газеты «Правда» 31 августа 1973 года о Солженицыне и Сахарове.
В 1980 году выпустил книгу «Писательские размышления», в которой подводил итог своей деятельности.
Депутат Совета Национальностей Верховного Совета СССР 6—11 созывов (1966—1989) от УССР. В 1976−1990 — кандидат в члены ЦК КПСС. Был членом редакционной коллегии журнала «Роман-газета».
С началом перестройки и обретением Украиной независимости активно включился в общественную жизнь, был инициатором создания Общества Украинского Языка и Народного Руха Украины. В 1990 году вышел из КПСС. Свои взгляды на пути развития независимой Украины высказал в книге «Чем живём. На пути украинского возрождения» (1991). Почётный доктор Альбертского университета (Канада, 1992).
Умер 14 июля 1995 года. Похоронен в Киеве на Байковом кладбище. В 2001 году в Киеве открыт памятник Гончару. В 2005 году было присвоено звание Герой Украины (посмертно).

## Семья
- жена — Валентина Даниловна Гончар.
- дети — дочь Людмила и сын Юрий.

## Награды и премии
- Сталинская премия второй степени (1948) — за 1—2 книги романа «Знаменосцы» (1946—1947)[13]
- Сталинская премия второй степени (1949) — за 3 книгу романа «Знаменосцы» (1948)[14]
- Ленинская премия (1964) — за роман «Тронка» (1963)
- Государственная премия СССР (1982) — за роман «Твоя заря» (1980)
- Государственная премия Украинской ССР имени Т. Г. Шевченко (1962) — за роман «Человек и оружие» (1960)
- Герой Социалистического Труда (1978 — Указом Президиума Верховного Совета СССР от 31 марта 1978 года за большие заслуги в развитии советской литературы, плодотворную общественную деятельность и в связи с шестидесятилетием со дня рождения писателю Олесю Гончару (Гончару Александру Терентьевичу) присвоено звание Героя Социалистического Труда с вручением ордена Ленина и золотой медали «Серп и Молот»)
- Герой Украины (2005 — за самоотверженное служение Украине на ниве литературы, выдающийся личный вклад в национальное и духовное возрождение независимого Украинского государства, утверждение идеалов правды, человеческого достоинства и добра, посмертно)
- Почётный знак отличия Президента Украины (1992)
- 3 ордена Ленина (24.11.1960; 28.10.1967; 31.03.1978)
- орден Октябрьской Революции (02.07.1971)
- орден Отечественной войны I степени (11.03.1985)
- два ордена Трудового Красного Знамени (16.11.1984; 01.04.1988)[15]
- орден Дружбы народов (22.07.1982)
- орден Красной Звезды (04.05.1945; был представлен к ордену Отечественной войны II степени)
- орден Славы 3-й степени (04.03.1945; был представлен к ордену Красной Звезды)
- 3 медали «За отвагу» (07.09.1944, был представлен к ордену Славы 3-й степени; 20.11.1944; 18.01.1945)
- другие медали
- Золотая медаль имени Александра Фадеева (1980)

## Сочинения

### Романы
- Знаменосцы[16]: Книга 1. Альпы (1946). Книга 2. Голубой Дунай (1947). Книга 3. Злата Прага (1948).
- Таврия (Таврія, 1952).
- Перекоп (Перекоп, 1957).
- Человек и оружие (Людина і зброя, 1960).
- Тронка (Тронка, 1963).
- Собор (Собор, 1968).
- Циклон (Циклон, 1970).
- Берег любви (Берег любові, 1976).
- Твоя заря (Твоя зоря, 1980).
- Капля крови (Крапля крові, 1984).

### Повести
- Стокозово поле (1941).
- Земля гудит (Непокорённая полтавчанка, 1947).
- Микита Братусь (1950).
- Пусть горит огонёк (1954).
- Партизанская искра. Киноповесть (1955).
- Бригантина (1973).
- Далёкие костры (1986).
- Воспоминание об океане (1988).

### Сборники рассказов
- Новеллы (1949).
- Юг (1951).
- Дорога за облака (1953).
- Новеллы (1954).
- Рассказы (1954)
- Чары-камыши (1958).
- Маша с Верховины (1959).
- За миг счастья (1964).
- Далёкие костры (1987).

### Книги очерков
- Встречи с друзьями (1950).
- Китай вблизи (1952).
- Японские этюды (1962).
- О наших писателях (1972).
- О тех, кто дорог (1978).
- Писательские размышления (1980).
- Чем живём. На пути украинского возрождения (1991).

## Издание сочинений
- Собрание сочинений в пяти томах. — М., 1973—1975.
- Твори в шести томах. — Київ, 1978.  (укр.)

## Произведения в музыкальном театре
- Балет «Таврия» (музыка Владимира Нахабина, 1959).
- Опера «Знаменосцы» (музыка Александра Билаша, 1985).

## Экранизации
- Девушка с маяка (СССР, 1956, режиссёр Григорий Крикун) — по повести «Пусть горит огонёк».
- Партизанская искра (СССР, 1957, режиссёры Мечислава Маевская, Андрей Маслюков).
- Таврия (СССР, 1959, режиссёр Юрий Лысенко).
- Тронка (СССР, 1971, режиссёр Артур Войтецкий).
- Абитуриентка (СССР, 1973, режиссёр Алексей Мишурин).
- Полоска нескошенных диких цветов (СССР, 1979, режиссёр Юрий Ильенко) — по повести «Бригантина».
- Всё побеждает любовь (СССР, 1987, режиссёр Николай Мащенко) — по рассказу «За миг счастья».

## Память

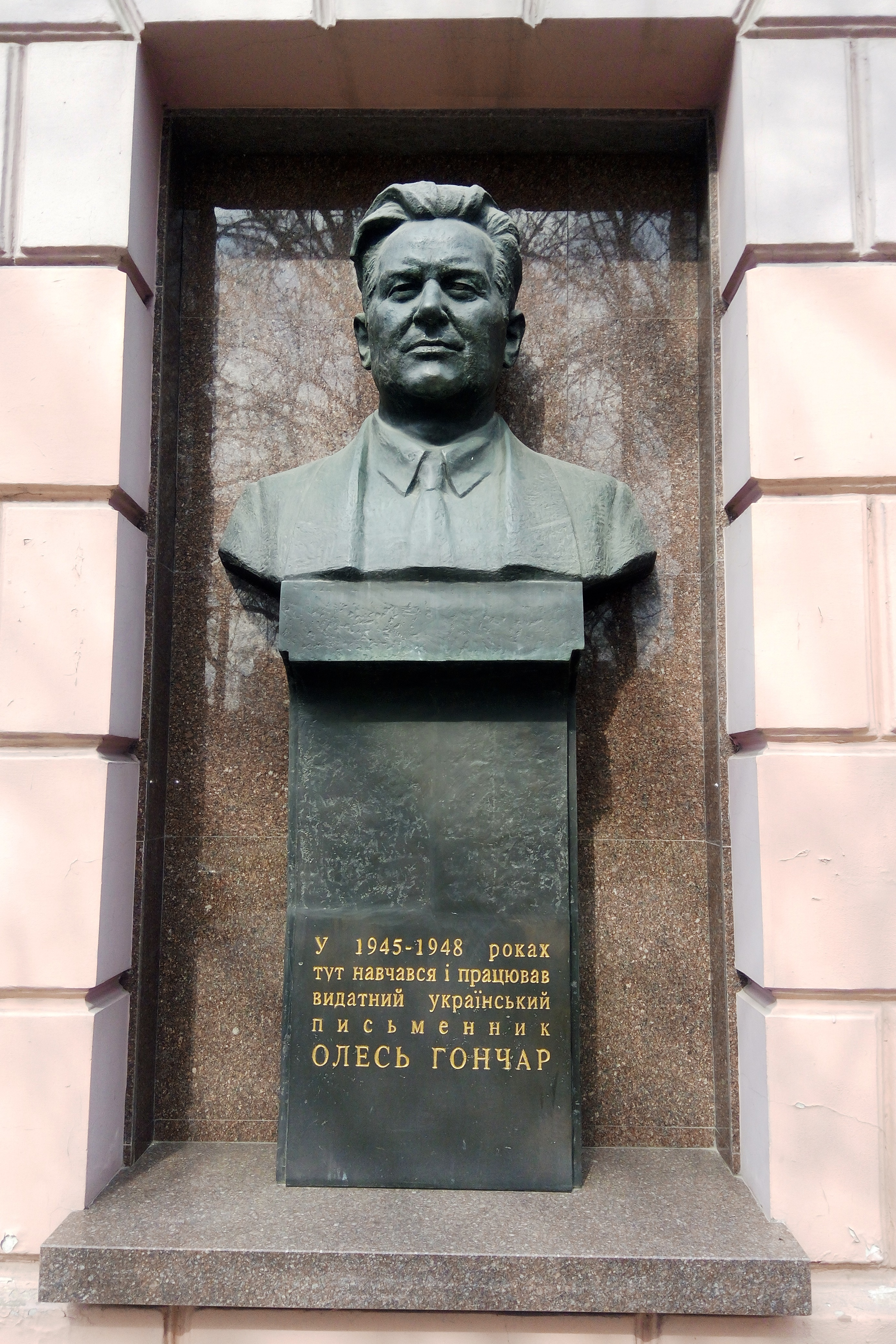
Мемориальная доска О. Гончару на фасаде корпуса №2 Днепровского национального университета
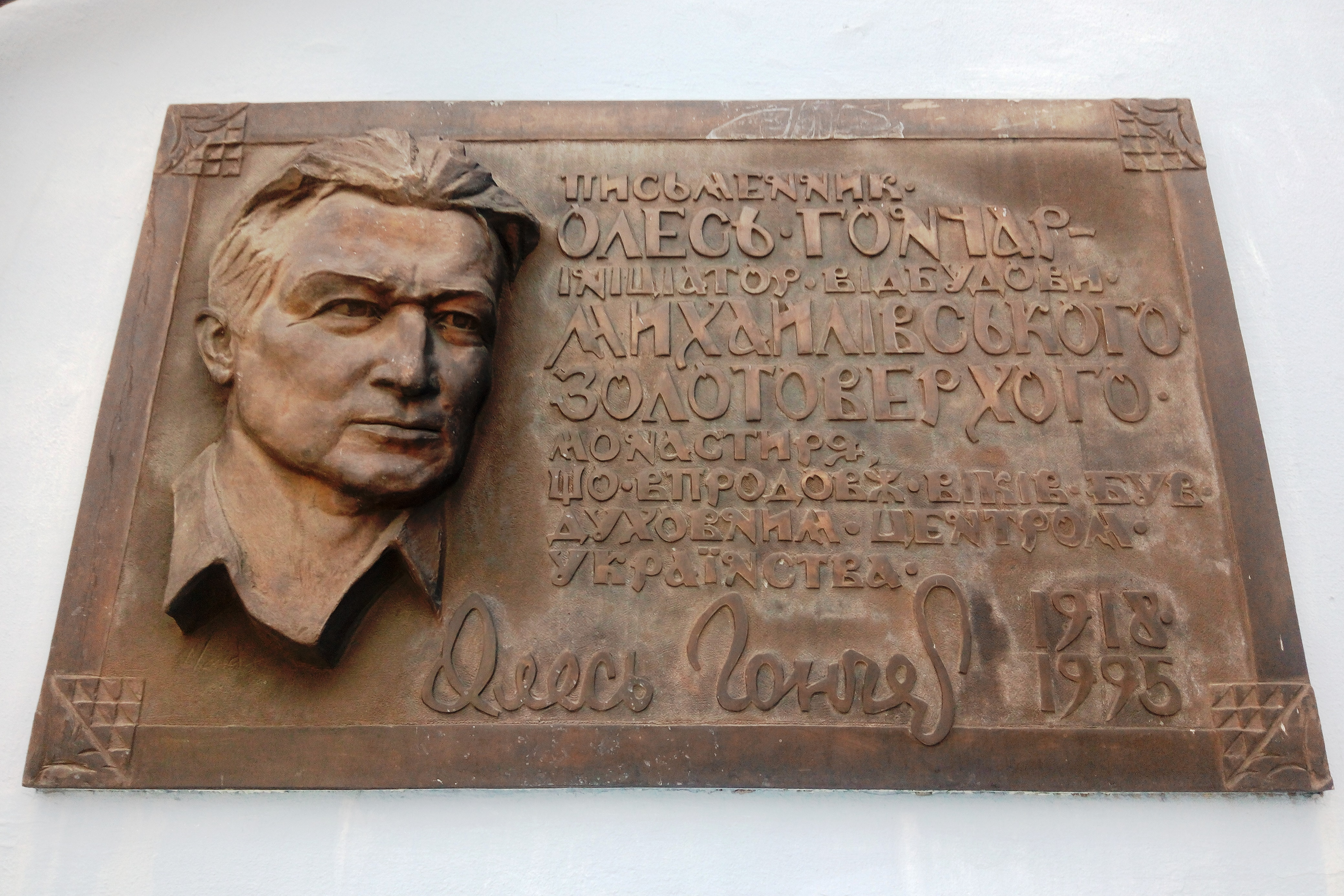
Мемориальная доска О. Гончару на фасаде Свято-Михайловского Златоверхого монастыря в Киеве
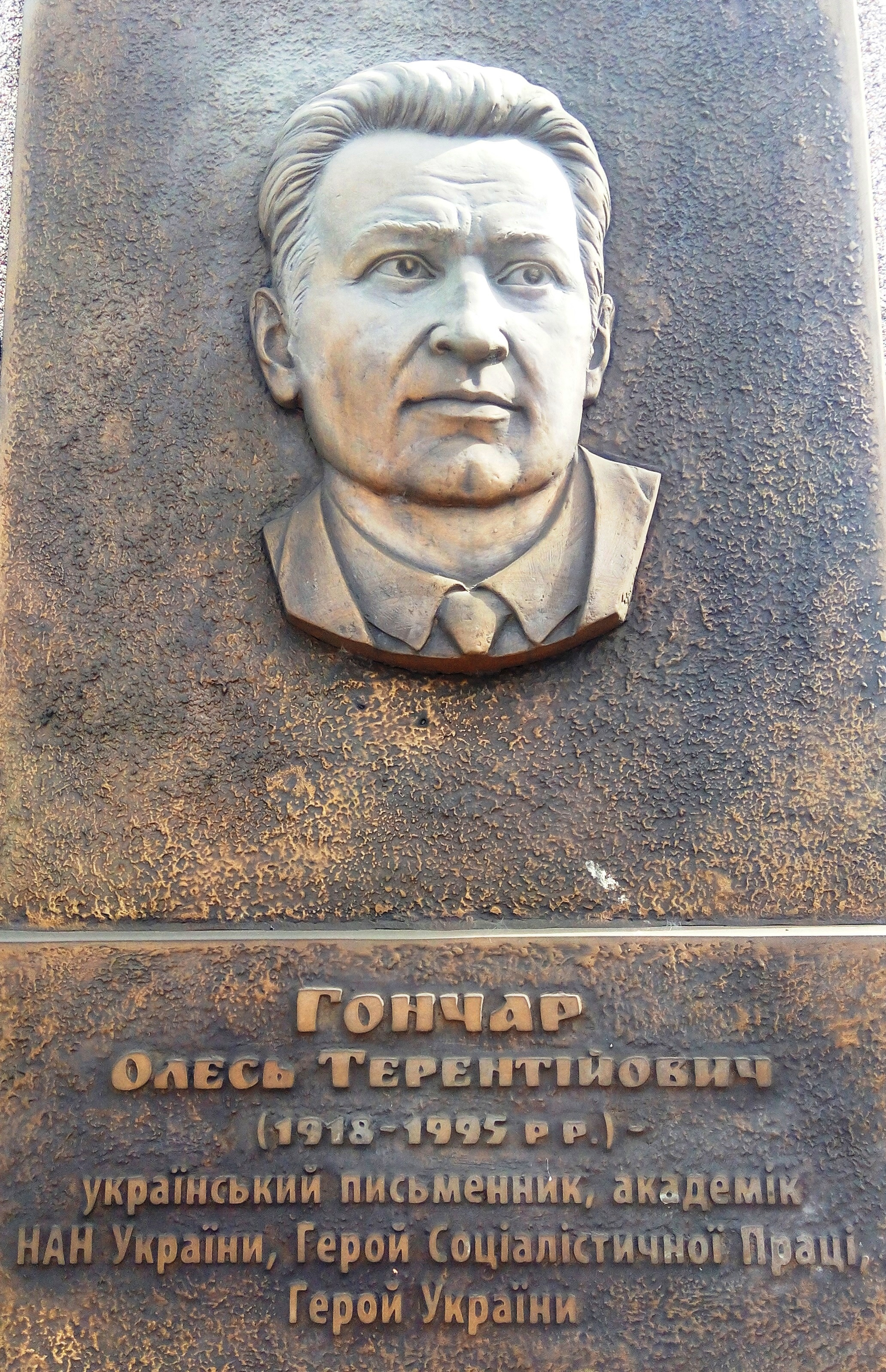
Бронзовый барельеф О. Гончару на Казацкой площади в Днепре
Мемориальная доска О. Гончару на фасаде дома по ул. Университетской, 23 в Харькове
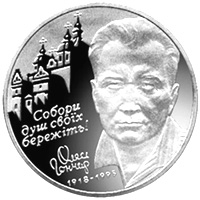
Юбилейная монета 2 гривны Нацбанка Украины (2000)
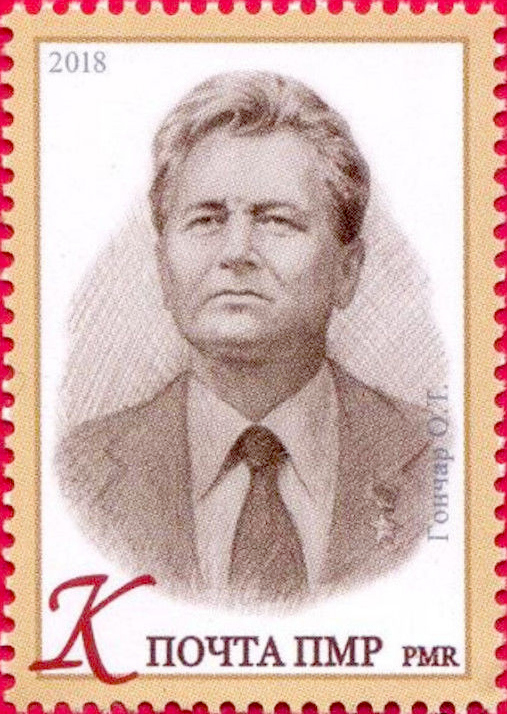
О.Т.Гончар на почтовой марке Приднестровья, 2018